# La Fille de tes rêves
Série
La Reine d'Espagne
(2016)
Pour plus de détails, voir Fiche technique et Distribution.
La Fille de tes rêves (La niña de tus ojos) est un film espagnol réalisé par Fernando Trueba en 1998.

## Résumé
Une troupe d'acteurs espagnols vient en Allemagne pour un tournage organisé dans le cadre d'une collaboration entre franquistes et nazis. Mais le Dr Goebbels tombe amoureux de l'actrice principale, ce qui va changer les conditions du tournage.
Au moment où se déroule le film, la guerre civile fait rage en Espagne. Cette troupe qui vient tourner chez Hitler est en principe composée uniquement de sympathisants franquistes. Mais la vedette est un peu sous la contrainte, son père est captif dans les prisons de Franco, et elle doit se montrer docile si elle veut qu'il soit libéré. Malheureusement, son metteur en scène-protecteur-amant apprend en cours de tournage la mort du captif, et tarde à la révéler à sa vedette. Autre détail significatif : les figurants fournis, pour une histoire se déroulant en Andalousie, sont trop grands et blonds. Les Espagnols se plaignent. Les Allemands mettent à leur disposition une troupe composée de juifs et de gitans captifs.
Et l'incandescente vedette s'émeut de la détresse d'un beau juif russe.

### Commentaires
Basé sur des événements ayant eu lieu pendant le tournage de Carmen, la de Triana (1938) et Andalusische Nächte (1938), avec Imperio Argentina. Par certains aspects, cette Allemagne de 1938 fait penser au film français L'As des as (1982), les péripéties sont plutôt comiques et déjantées. Le film rappelle aussi To Be or Not to Be, de Lubitsch, où, en 1939, une troupe de théâtre polonaise tente d'échapper à la traque nazie.
Penélope Cruz a eu l'intelligence de ne pas chercher à faire revivre la flamboyante Imperio Argentina. Pour interpréter Los Piconeros, la chanson du film, elle se borne à une chorégraphie minimale.
En 2016 soit 18 ans après La Fille de tes rêves, Fernando Trueba débute le tournage de La Reine d'Espagne, la suite du long-métrage qui raconte la vie de Macarena après la seconde guerre mondiale. Penélope Cruz reprend le rôle de Macarena.

## Fiche technique
- Scénario : Rafael Azcona, Miguel Ángel Egea, Carlos López, David Trueba
- Production : Eduardo Campoy, Vaclav Eisenhamer, Andrés Vicente Gómez, Cristina Huete
- Musique : Antoine Duhamel, avec l'utilisation de pièces de Giuseppe Verdi
- Photographie : Javier Aguirresarobe
- Durée : 121 minutes
- Pays :  Espagne
- Langues : espagnol / allemand / anglais / russe
- Format : Couleur
- Son : Stéréo
- Classification : Australie : M / Islande : L / Argentine : 13 / Chili : 14 / Finlande : K-8 / France : U / Norvège : 11 / Portugal : M/12 / Espagne : 13 / USA : R (contenu de type sexuel et langage cru)

## Distribution
- Penélope Cruz (VF : Valérie Karsenti) : Macarena Granada
- Antonio Resines : Blas Fontiveros
- Jorge Sanz : Julián Torralba
- Rosa Maria Sardà : Rosa Rosales
- Santiago Segura : Castillo
- Loles León : Trini Morenos
- Jesús Bonilla (en) : Marco Bonilla
- Neus Asensi : Lucia Gandia
- Miroslav Táborský : Václav Passer
- Johannes Silberschneider : Goebbels
- Karel Dobrý (en) : Leo
- Götz Otto : Heinrich von Wermelskirch
- Hanna Schygulla : Magda Goebbels
- María Barranco : l'ambassadrice d'Espagne
- Juan Luis Galiardo : l'ambassadeur d'Espagne
- Heinz Rilling : Hippel
- Jan Přeučil (cs) : Maisch, le réalisateur allemand
- Bořivoj Navrátil (cs) : Henkel

## Distinctions

### Récompenses
- Festival international du film de Carthagène en 2000
  - Catalina de Oro de la meilleure photographie pour Javier Aguirresarobe
- Fotogramas de Plata en 1999
  - Meilleur acteur pour Antionio Resines (ainsi que pour Una pareja perfecta et Entre todas las mujeres)
  - Meilleure actrice pour Penélope Cruz

- Prix Goya en 1999
  - Meilleur film
  - Meilleure actrice pour Penélope Cruz
  - Meilleure direction artistique pour Gerardo Vera
  - Meilleure direction de production pour Angélica Huete
  - Meilleurs costumes pour Lala Huete & Sonia Grande
  - Meilleurs maquillage et coiffure pour Gregorio Ros & Antonio Panizza
  - Meilleur espoir masculin pour Miroslav Táborský

- Peñíscola Comedy Film Festival en 1999
  - Meilleure cinématographie en faveur de Javier Aguirresarobe (ainsi que pour El Milagro de P. Tinto)

- Festival international du film de Santa Barbara en 2000
  - Lumina Award en faveur de Javier Aguirresarobe

- Spanish Actors Union en 1999
  - Meilleure actrice pour Penélope Cruz

### Nominations
- Festival du film de Berlin en 1999
  - Ours d'or pour Fernando Trueba
- European Film Awards en 1999
  - Meilleure actrice pour Penélope Cruz

- Festival international du film de Carthagène en 2000
  - Catalina de Oro du meilleur film pour Fernando Trueba

- Prix Goya de 1999
  - Meilleure montage pour Carmen Frías
  - Meilleure acteur principal pour Antonio Resines
  - Meilleure musique pour Antoine Duhamel
  - Meilleure scénario pour Miguel Ángel Egea et Carlos López
  - Meilleure actrice dans un second rôle pour Rosa Maria Sardà et de Loles León
  - Meilleur acteur dans un second rôle pour Jorge Sanz
  - Meilleur son pour Pierre Garnet, Santiago Thévenet et Dominique Hennequin
  - Meilleur photographie pour Javier Aguirresarobe
  - Meilleur réalisateur pour Fernando Trueba
  - Meilleurs effets spéciaux Emilio Ruiz del Río et Alfonso Nieto

## Autour du film
L'avion utilisé pour le tournage de la scène dans laquelle Macarena et Leo quittent l'Allemagne pour Paris, à la fin du film, est le Douglas C-47B Skytrain immatriculé à l'époque 9Q-CUK (Transports aériens zaïrois). Construit en 1945, il était entré en service la même année dans l'US Air Force sous le numéro 44-77113. Les amateurs d'aviation ne peuvent manquer de remarquer l'anachronisme dans une histoire censée se passer en 1938. 